# 見田・大沢古墳群

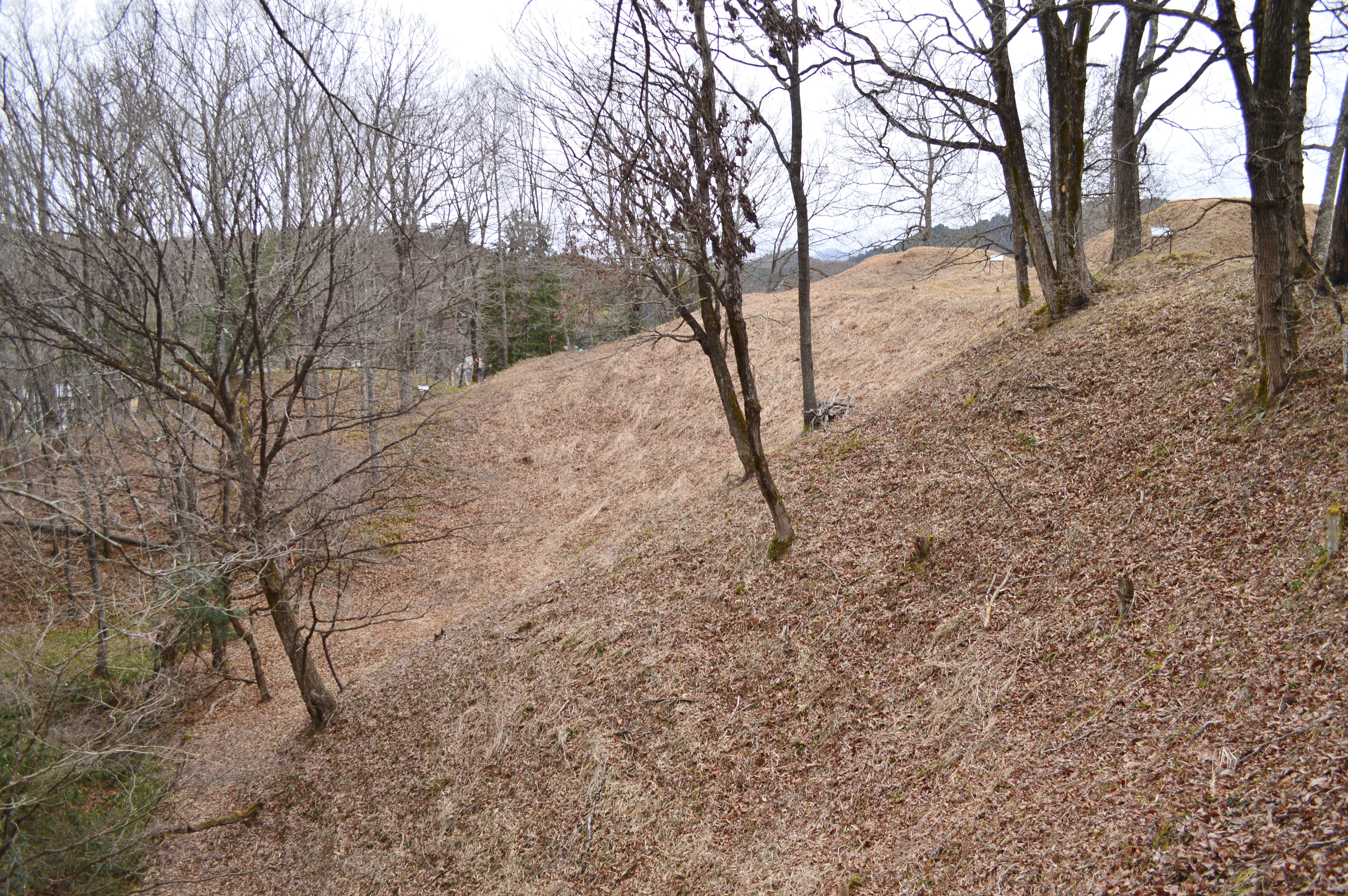
（左から）1号墳・2号墳・3号墳

見田・大沢古墳群（みた・おおさわこふんぐん）は、奈良県宇陀市菟田野（うたの）見田・大澤にある古墳群。国の史跡に指定されている。

## 概要
奈良県東部、宇陀盆地南部の舌状台地の尾根上に営造された古墳群である。前方後方墳1基（1号墳）・方墳4基（2-5号墳）の計5基から構成される。これまでに1980年（昭和55年）に発掘調査が実施されている。
古墳群の営造時期は古墳時代前期頃と推定される。当該時期には奈良盆地南東部で巨大前方後円墳が築造され、各地でも前方後円墳を主体とする連合体制の形成が進む。そうした時期に前方後方墳・方墳を主体とする古墳群として営造された点で特色を示し、当時の政治情勢を考察するうえで重要視される古墳群になる。また、宇陀地域における辰砂（水銀朱）の産出との関係を指摘する説もある。
5基の古墳域は1983年（昭和58年）に国の史跡に指定されている。なお、一帯では中世の居館跡なども検出されている。

## 遺跡歴
- 1980年（昭和55年）8月、発掘調査（奈良県立橿原考古学研究所、1982年に報告書刊行）[2]。
- 1983年（昭和58年）8月17日、国の史跡に指定[5]。

## 一覧
| 古墳名 | 画像 | 形状                      | 規模        | 埋葬施設                  | 出土品                                                        | 備考                                                                |
| ------ | ---- | ------------------------- | ----------- | ------------------------- | ------------------------------------------------------------- | ------------------------------------------------------------------- |
| 1号墳  |      | 前方後方墳 （一隅突出型） | 墳丘長27.5m | 破壊により不明 （木棺か） |                                                               | 方形の一隅に張り出し部が付く異例の前方後方形 古墳時代後期に墓壙構築 |
| 2号墳  |      | 方墳                      | 一辺14m     | 割竹形木棺直葬            | 重圏文鏡・琥珀製勾玉・ガラス小玉・ 緑泥片岩製管玉・鉈・土師器 |                                                                     |
| 3号墳  |      | 方墳                      | 一辺16m     | 盗掘により不明            | 鉄剣・鉄鏃・土師器                                            |                                                                     |
| 4号墳  |      | 方墳                      | 一辺17m     | 割竹形木棺直葬            | 四獣鏡・勾玉・管玉・鉄剣・土師器                              |                                                                     |
| 5号墳  |      | 方墳                      | 一辺14m     | 割竹形木棺直葬            | 土師器                                                        |                                                                     |

## 文化財

### 国の史跡
- 見田・大沢古墳群 - 1983年（昭和58年）8月17日指定[5]。

## 関連文献
（記事執筆に使用していない関連文献）
- 奈良県立橿原考古学研究所編 編『菟田野町 見田・大沢古墳群 -付古市場胎谷古墳-（奈良県史跡名勝天然記念物調査報告 第44冊）』奈良県教育委員会、1982年。